# Maurya neonodosa
Maurya neonodosa är en insektsart som beskrevs av Yuan 1988. Maurya neonodosa ingår i släktet Maurya och familjen hornstritar. Inga underarter finns listade i Catalogue of Life.